# Marinel Sumook Ubaldo

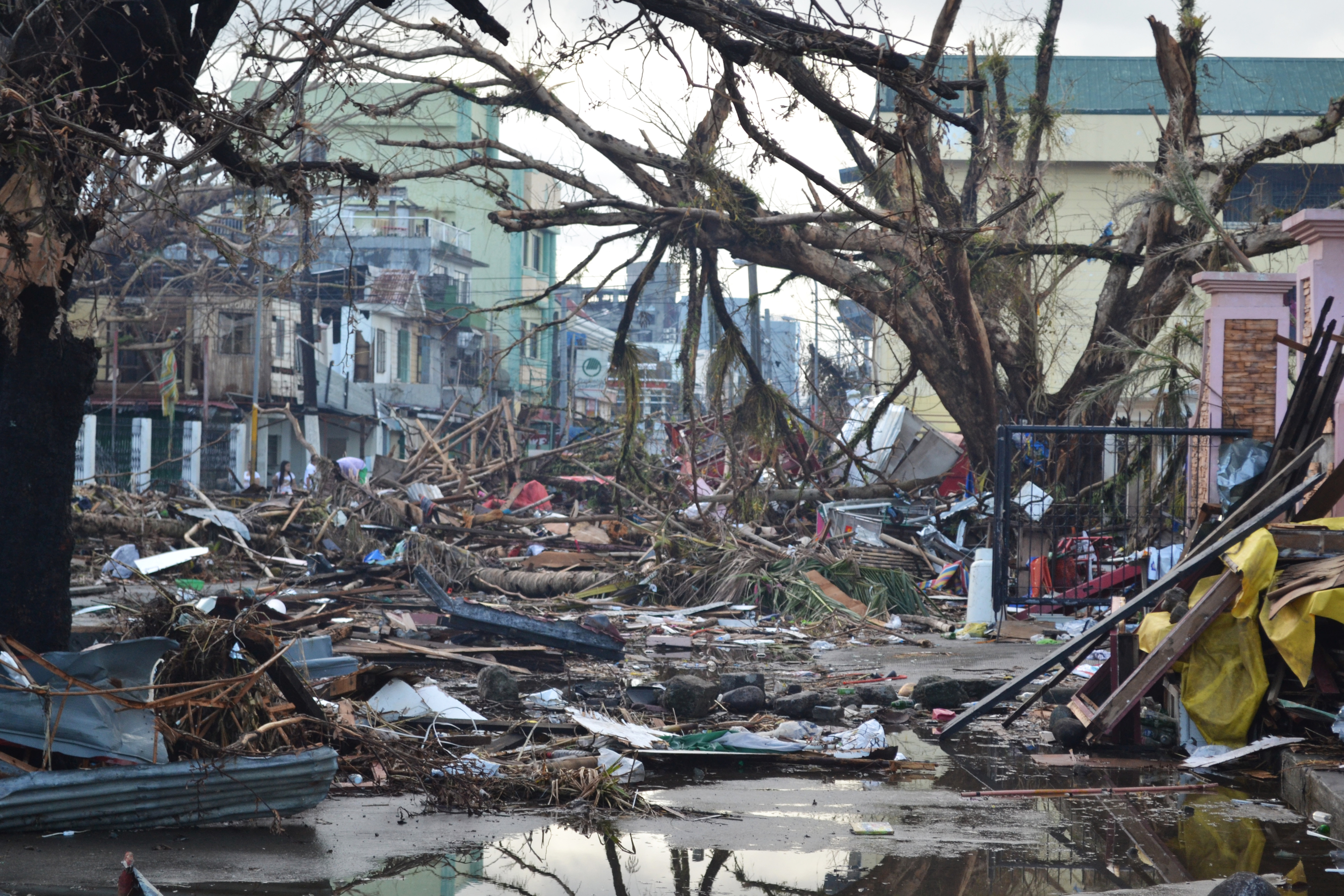
Impacto do tufão Haiyan, nas Filipinas, em 2013

Marinel Sumook Ubaldo é uma activista climática das Filipinas que ajudou a organizar a primeira greve climática de jovens no seu país. Ela testemunhou como testemunha comunitária para a Comissão de Direitos Humanos das Filipinas, como parte da sua investigação sobre responsabilidade corporativa e se os efeitos das mudanças climáticas podem ser considerados violações dos direitos humanos dos filipinos.
Ubaldo (nascida em 1997) é de Manila, nas Filipinas. O seu pai é pescador.
Antes de 2013, Ubaldo havia sido líder juvenil da Plan International, uma organização que visa promover os direitos das crianças e das mulheres. Nessa função, Ubaldo afirma que educou grupos locais sobre as causas do aquecimento global.
Em novembro de 2013, o tufão Haiyan gerou ventos de até 275 km/h (170 mph) e ondas de até 15 metros (45 pés), afectando particularmente as regiões baixas das Filipinas. Mais de 6000 pessoas morreram no desastre e 28 000 ficaram feridas. Os cientistas afirmaram que eventos climáticos severos, como este tufão, estão sendo exacerbados ou tornados mais prováveis pelo aumento das temperaturas globais. Tendo experimentado em primeira mão os efeitos do tufão Haiyan, Ubaldo continuou com o seu activismo climático, pressionando os governos sobre questões de mudança climática.

## Activismo
Ubaldo defende a proibição de plásticos descartáveis, a redução das emissões de carbono e o investimento em energia renovável.
Em 2015, Ubaldo falou na Conferência do Clima da Organização das Nações Unidas (ONU) onde disse "por favor, pensem em nós, pensem nas próximas gerações que sofrerão porque vocês não tomaram decisões a tempo''. Ubaldo afirmou que combater as mudanças climáticas é o "propósito da minha vida".
Em outubro de 2019, Ubaldo participou num evento de treino de liderança climática em Yokohama, Japão, estabelecido por Al Gore. Ela também falou em várias universidades japonesas. Ubaldo diz que as empresas de combustíveis fósseis não devem ser autorizadas a ditar a resposta às mudanças climáticas. Ela diz que continua optimista de que é possível desenvolver-se estratégias para mitigar os efeitos das mudanças climáticas.